# 地中海熱帯様低気圧
地中海の熱帯様の低気圧
（Mediterranean tropical-like cyclone、しばしば地中海低気圧、地中海ハリケーンとも呼ばれ、通称としてメディケーンとも呼ばれる）は、地中海で時折みられる気象現象である。これまでの観測では、まれにサファ・シンプソン・スケールでカテゴリー1のハリケーンの強度に達するものが観測されており、2020年のものはカテゴリー2 の強度に達したと記録されている。メディケーンによって社会にもたらされる主な危険は、通常は暴風によるものではなく、生命に危険を及ぼすような豪雨や洪水によるものである。
メディケーンの発生はさほど珍しいことではないと言われてきた。地中海における熱帯様の気象系は、気象衛星の観測範囲が広がった1980年代になって、中心に台風の目の構造を伴う熱帯低気圧のように見える低気圧が示されたことで最初に確認された。地中海地域の気候は乾燥ているため、熱帯低気圧、亜熱帯低気圧、および熱帯様の低気圧の発生はまれであり、特に過去のデータの再解析では検出は困難である。衛星時代と衛星時代以前のデータのさまざまな長期調査において、そこで用いられる検索アルゴリズムによるが、1947年から 2014年の間に熱帯低気圧の強度以上の熱帯様の低気圧が67個見つかており、1947年から2014年の間に約 100個の熱帯性低気圧が記録されている。熱帯様の低気圧の長期的な時間的および空間的分布については、さらに多くの合意が存在している：熱帯様の低気圧は、主に地中海西部および中央部の海域で形成されるが、クレタ島の東の地域ではほとんどみられない。過去の統計によれば、熱帯様の低気圧の活動のピークは9月から1月の間にあり、夏の6月と7月は地中海の乾季のピークに当たり大気も安定して数が最も少なくなるものの、熱帯様の低気圧の発達は年間を通じて起こりうる。

## 気象学的な分類と歴史
歴史的には、「熱帯様の低気圧」という用語は、熱帯の中で発達する熱帯低気圧と、熱帯の外側(地中海など)で発達する熱帯低気圧を区別するために、1980年代に非公式に作られた造語である。「熱帯様の」という用語は、「本当の」熱帯低気圧には通常見られないような特徴を示すハイブリッド低気圧を指すことを意図したものでは全くなかった。 地中海の熱帯低気圧は、その成熟期においては他の熱帯低気圧と何の違いもない。
地中海の熱帯様の低気圧は、正式に熱帯低気圧として分類されるものとはみなされておらず、その発生地域を正式に熱帯低気圧の発生する地域として監視している気象業務機関はない。 しかし、アメリカ海洋大気庁(NOAA)に属する衛星解析部(Satellite Analysis Branch)は、2011年11月のメディケーンに対して、それが活発なときに「熱帯低気圧01M」と名付けた情報を発表した。しかし、理由は明らかにされていないが、彼らは2011年12月16日に地中海でのサービスを停止した。 しかし、2015年にNOAAは地中海地域でのサービスを再開し、2016年までNOAAは新しく発生した熱帯気象系に関する勧告を熱帯低気圧90Mまで発表していた。 2005 年以来、ESTOFEX は、熱帯様の低気圧などを含めた速報を発行してきた。 しかし、メディケーンの発生・発達の監視や命名に対して正式な責任を負う気象業務機関は存在しない。
こうした状況ではあるものの、地中海全体はギリシャ国立気象局（HNMS）を担当機関としているギリシャの管轄区域とされており、またフランスのフランス気象局も地中海西部において「試行サービス」として業務を提供している。地中海全体をカバーする唯一の公的機関として、HNMSの出版物はメディケーンの分類に関して特に関心を寄せられている。HNMSは年次報告書の中で、この気象現象のことを「地中海の熱帯様のハリケーン」(Mediterranean tropical-like Hurricane)と呼び、そのかばん語である「メディケーン」も使用しており、「メディケーン」という用語を準公式のものとしている 。また、ギリシャ国立気象局はアテネ大学の気候学・大気環境研究所との共同論文の中で、地中海の低気圧を「メディケーン」とみなす条件を概説している：
メディケーンを特定するために適用される基準は、メテオサット衛星画像の赤外線チャネルを用いて、システムの詳細な構造、大きさ、寿命を考慮したものである。メディケーンは連続的な曇天域と、明瞭な低気圧の眼の周りに対称的な形状を伴っていなければならない。—ギリシャ国立気象局
同じ文献において、37 個のメディケーンの調査により、メディケーンは推定最大平均風速13-50 m/s (25-97ノット) で明瞭な低気圧の眼を持ちうることが明らかになった。これの下限風速は、暖かい核(warm core)をもつ低気圧としては例外的に弱いものだ.。実際に、2015年10月22日にアルバニア沿岸で発生したメディケーンで見られたように、メディケーンは約13 m/s（26ノット）という弱めの最大平均風速でも明瞭な眼を発達させることができる。これは、大西洋の熱帯気象系において眼の発達の下限値とみなされている 22 m/s (43ノット) と比べればはるかに弱く、ハリケーン級の風速よりもかなり弱い。
過去には、注目すべき災害をもたらしたメディケーンがいくつか知られている。 1969年9月、北アフリカの地中海熱帯低気圧により洪水が発生し、600人近くが死亡、25万人が家を失い、地域経済が麻痺した。 1996年9月にバレアレス諸島地域で発達したメディケーンは6つの竜巻を発生させ、島の一部を浸水させた。 1982年1月、1995年1月、2006年9月、2011年11月、2014年11月のものなど、いくつかのメディケーンは広範な研究の対象ともなってきた。1995年1月の嵐は、その形状が他の地域での熱帯低気圧によく似ており観測データも豊富であったことから、最もよく研究された地中海の熱帯低気圧の一つである。 一方、2006年9月のメディケーンについても、観測値とデータが入手可能なため、よく研究されている。
地中海の熱帯型低気圧の予測と分類においてHNMSがあまり目立たないことを考えると、地中海の熱帯型低気圧に対する適切な分類システムは存在しない。ある気象系をメディケーンとみなすための低気圧の眼のHNMS基準は、通常、気象系がその強度のピークに達したとき（それは上陸のわずか数時間前になることも多い）には有効だが、それは少なくとも予報や警報には適していない。
非公式には、ドイツ気象局（DWD） が、北大西洋におけるアメリカ国立ハリケーンセンターの分類に基づいて熱帯様の低気圧を予測・分類するシステムを提案した 。
地中海の熱帯様の気象系が持つより広い風域と、より広い最大風速半径（後述「発達と特徴」をみよ）を考慮して、DWDは大西洋のハリケーンについてサファ・シンプソン・スケールとされている33m/s（64ノット）の代わりに 、地中海でメディケーンという用語を使用する基準の下限風速としては 31 m/s（60ノット） を提案している。DWDの提案と米国の予報（NHC、NOAA、NRLなど）では1分間平均風速を用いるが、欧州の予報では10分間平均風速が使用されており、測定値に約14%の違いが生ずる。この違いは、実用面にも直接関係してくる（たとえば、NOAA速報とEUMETSAT、ESTOFEX、およびHNMS速報との比較など）。この違いを考慮するため、1分間平均風速と推定10分間平均風速に対するDWDの提案を以下に示す（換算については熱帯低気圧スケールを参照）。
| 最大平均風速 | 地中海の熱帯低気圧(Mediterranean Tropical Depression) | 地中海の熱帯嵐(Mediterranean Tropical Storm)    | メディケーン                                |
| ------------ | ----------------------------------------------------- | ----------------------------------------------- | ------------------------------------------- |
| 1分平均      | ≤ 17 m/s (≤ 62 km/h; ≤ 38 mph; ≤ 33 knots)            | 18–30 m/s (63–111 km/h; 39–69 mph; 34–60 knots) | ≥ 31 m/s (≥ 112 km/h; ≥ 70 mph; ≥ 61 knots) |
| 10分平均     | ≤ 14 m/s (≤ 54 km/h; ≤ 33 mph; ≤ 29 knots)            | 15–27 m/s (56–98 km/h; 35–61 mph; 30–53 knots)  | ≥ 28 m/s (≥ 99 km/h; ≥ 62 mph; ≥ 54 knots)  |

別の提案では、ほぼ同じスケールを使用しつつも、Tropical Storm級の低気圧には「メディケーン」という用語を使用し、ハリケーン級の低気圧には「メジャー・メディケーン」という用語を使用することを提案している。 どちらの提案も、HNMSにより調査された、はっきりと観察できるハリケーンのような眼を伴う（それがメディケーンの地位を与えるためのの主な基準）37個の低気圧のうち半数が、21-30.5 m/s（時速41-59ノット）の最大平均風速を示した一方、メディケーンのうち別の4分の1は、より低い風速でピークに達したという観測結果と適合している。

## 気候学的特徴

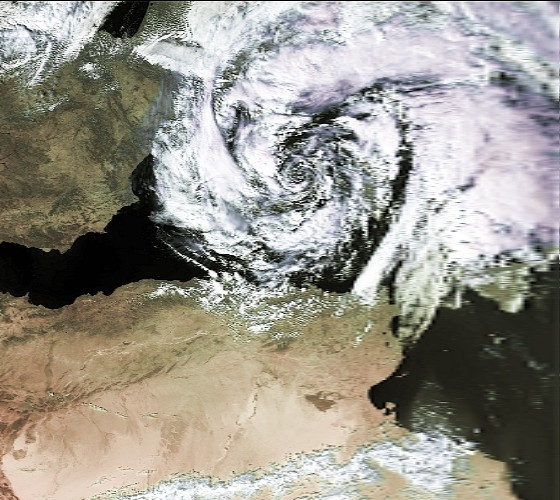
1996年10月7日のバレアレス諸島の「メディケーン」の衛星可視画像

地中海の熱帯低気圧の大部分は、2つの別々の海域で形成される。1つ目は、バレアレス諸島、南フランス、コルシカ島 と サルデーニャ の島々の海岸線で区切られる地中海西部の海域で、2つ目の海域よりも発達に適している。2つ目の発達海域は、シチリア島 と ギリシャ の間の イオニア海 で、南は リビア まで広がる海域で、1つ目の海域と比べれば熱帯低気圧の形成にとって不適である。エーゲ海 と アドリア海 にある、さらに別の2つの海域ではメディケーンの形成は少なく、レバント 地域での活動は極小である。 地中海の熱帯様の低気圧の地理的分布は、他の 低気圧 の地理的分布とは著しく異なり、通常の低気圧はピレネー山脈 および アトラス山脈 山脈を中心に形成されるのに対して、地中海の熱帯様の低気圧は ジェノヴァ湾やイオニア海が中心である。 アドリア海とエーゲ海では気象要因が最も有利だが、この地域は陸地で囲まれた閉ざされた地形であるため、さらなる発達のための時間はほとんどない。
地中海を囲む山脈の地形は、山岳地帯の傾斜した地形により、対流活動の発達が促され、シビア気象や雷雨の発達には適している。地中海地域の地理的条件と、その地域での乾燥した空気があいまって、通常は熱帯低気圧の発生が妨げられるが、特定の気象状況になった場合、この地域の地理の影響による発生しにくさが克服される。 地中海での熱帯低気圧の発生は一般的には非常にまれで、年間平均の発生数は1.57個であり、現代の研究でも1948年から2011年の間に見いだされた熱帯低気圧の発生記録は高々99件を数えるのみであり、その期間の活動に決定的な傾向もない。
夏はほとんどメディケーンが形成されず、通常、活動は秋に増加し、1月にピークに達し、2月から5月にかけて徐々に減少する。 地中海西部の発達海域では、そのような気象系が毎年約0.75個形成されているのに対し、イオニア海地域では0.32個である。 一方、非常にまれに、地中海と同様の熱帯様の嵐が黒海でも発生しうる。
研究によれば、地球温暖化により、表面エネルギー・フラックスと大気組成における偏差の結果、観測される熱帯低気圧の強度が増加する可能性があり、これらの要因はいずれもメディケーンの発達にも大きな影響を与えると評価されている。熱帯および亜熱帯地域では、海面水温(SST)が同じ50年間で0.2 °C (0.36 °F)上昇し、北大西洋と北西太平洋の熱帯低気圧発生地域では、定期の潜在的な破壊力とエネルギーが50年間でほぼ2倍になった。 これは、地球温暖化と熱帯低気圧の強度との間に明確な相関関係があることを証明している。同様に最近の20年間で、地中海の海面水温は0.6 - 1 °C (1.1 - 1.8 °F)上昇したが、 2013年現在
メディケーン活動の目立った増加は認められていない。2006年に、コンピュータ上の大気モデルにより、2071年から2100年までの将来の地中海低気圧の発生頻度を評価した結果によれば、秋、冬、春の低気圧活動の減少とキプロス付近での形成の劇的な増加が同時に起こると予測しており、どちらのシナリオも地球温暖化の結果としての気温の上昇に起因すると考えられている。
別の研究によれば、21世紀末までに、地中海における熱帯様の暴風雨がカテゴリー1の強さに達する数が増える可能性があり、より強い暴風雨のほとんどは秋に発生する可能性があることを発見した。ただし、一部の暴風雨は潜在的にカテゴリー2に達する可能性があることをモデルは示している。
しかし、他のいくつかの研究は、決定的な結論には至っておらず、期間、数、強度の増加と減少の両方を予測している。異なる方法論とデータを使用した3つの独立した研究では、メディケーンの活動は考慮した気候シナリオに応じた割合で減少する可能性が高いものの、形成されたメディケーンに占める強力なものの割合は高くなると評価した。

## 発達と特徴

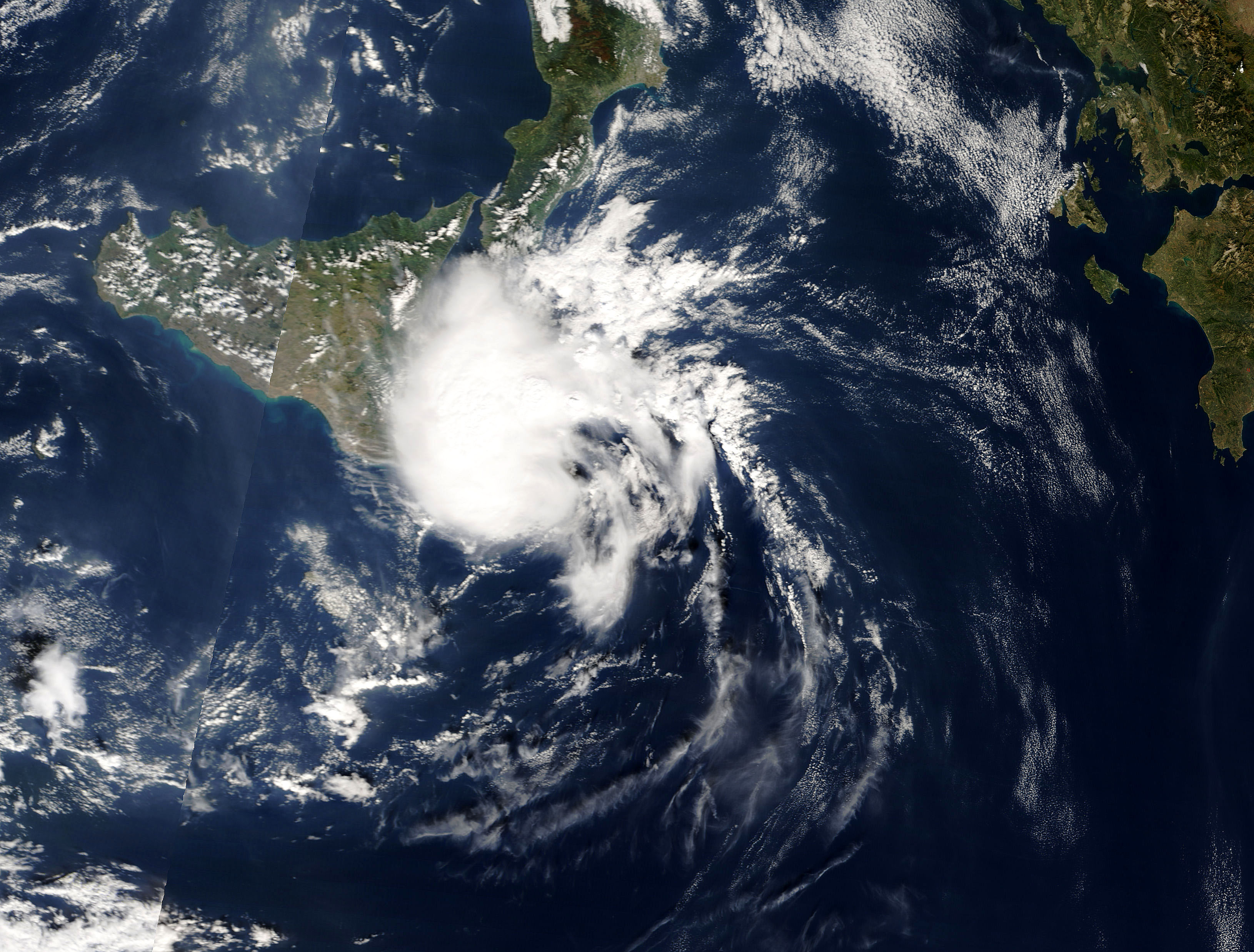
2005年10月27日のイタリアの南にある地中海の熱帯様の低気圧

地中海での熱帯低気圧または亜熱帯低気圧の発達は、通常、やや特殊な状況下でのみ発生する。多くの場合、ウインドシアが小さいことと、寒気の流入による 大気の不安定性が必要である。大部分のメディケーンは上層の気圧の谷に伴っており、大気の対流の強化（雷雨）や激しい降水を起こすために必要なエネルギーを供給される。温度勾配が強い傾圧性の高い地中海地域の特性も、熱帯低気圧の形成に必要な不安定性をもたらす。もう一つの要因である上昇流は、必要な湿気も供給する。ただし、ほとんどのメディケーンのエネルギーは高い気温から得られるため、海面温度 (SST)が高いことは多くの場合必要ない。これらの有利な条件が同時に満たされると、暖かい核を持つ地中海の熱帯低気圧の発生は、多くの場合既存のカットオフ寒冷低気圧の中から、形成に適した環境で発生する可能性がある。
メディケーンの形成に必要な要因は、熱帯低気圧の場合に通常求められる要因とは多少異なる。地中海の熱帯低気圧は、海面水温 (SST) が26 °C (79 °F)未満の地域に発生することが知られているが、大気の不安定を引き起こすためにより寒気の侵入を必要とすることが多い 。メディケーンの大部分は、海面水温が 15 - 26 °C (59 - 79 °F)で、海面水温の最も高いところが海域の最南端のみであるような地中海の海域上で発生する。海面温度は低いにもかかわらず、傾圧帯（温度と気圧の差が大きい領域）内の寒気により引き起こされる不安定性により、メディケーンの形成が可能になる。これは、傾圧性が低く、高い海面水温が必要となる熱帯域とは対称的である 。地中海熱帯低気圧の形成時期には気温の大きな変動が認められるが、その発達と一致する海面水温の偏差はほとんどないことから、メディケーンの形成は主に海面水温の偏差ではなく、高い気温によって支配されていることを示している。熱帯低気圧と同様に、最小限のウィンド・シアー (地域全体の風向・風速の違い) 、豊富な湿気、高い渦度は、地中海の熱帯低気圧のようなシステムの生成を促進する。

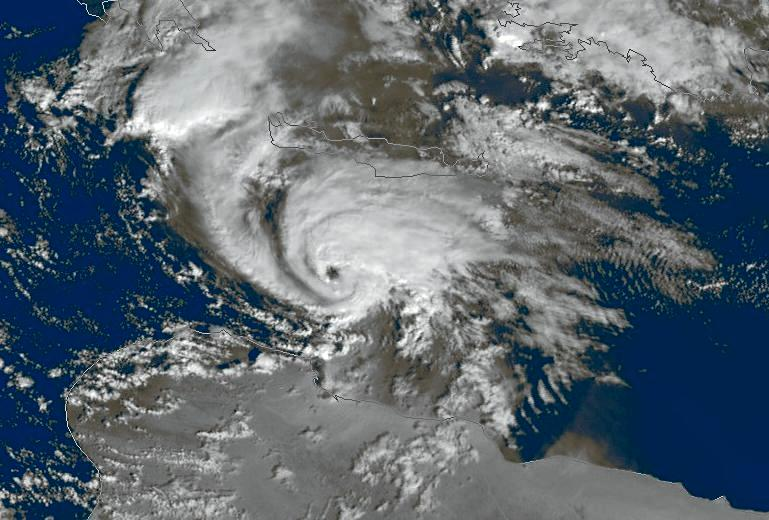
2005年12月15日の熱帯様の低気圧の衛星画像

地中海は狭く、熱フラックス（メディケーンの場合、大気-海洋熱輸送）が限られているため、直径300kmを超える熱帯低気圧は地中海内では存在できない。
地中海は比較的温度勾配が高く傾圧性の高い地域ではあるものの、地中海の熱帯低気圧が利用する主なエネルギー源は、湿潤環境の中での対流（雷雨）活動の存在によって生成される基礎的な熱源から得たエネルギーであり、その点では地中海以外の他地域の熱帯低気圧と同じである。他の熱帯低気圧の発生地域と比べれば、一般的にいって地中海は発達には適さない環境にある。 発達のために著しく大きな位置エネルギーが必要とされるわけでもないが、地中海の大気は水分が少ないことが特徴であり、それが熱帯低気圧の形成の妨げとなる。
完全なメディケーンが発達するには、まず大規模な傾圧性擾乱が形成されることが必要で、それがライフサイクルの後半で熱帯低気圧のようなシステムに移行することが多い。その最初の傾圧性擾乱は、対流圏中上層の深いカットオフ寒冷低気圧の影響下にある場合が殆どである。その寒冷低気圧は広範囲にまたがるロスビー波、つまり上層大気の風の大規模な蛇行の偏差によって生じることが多い。

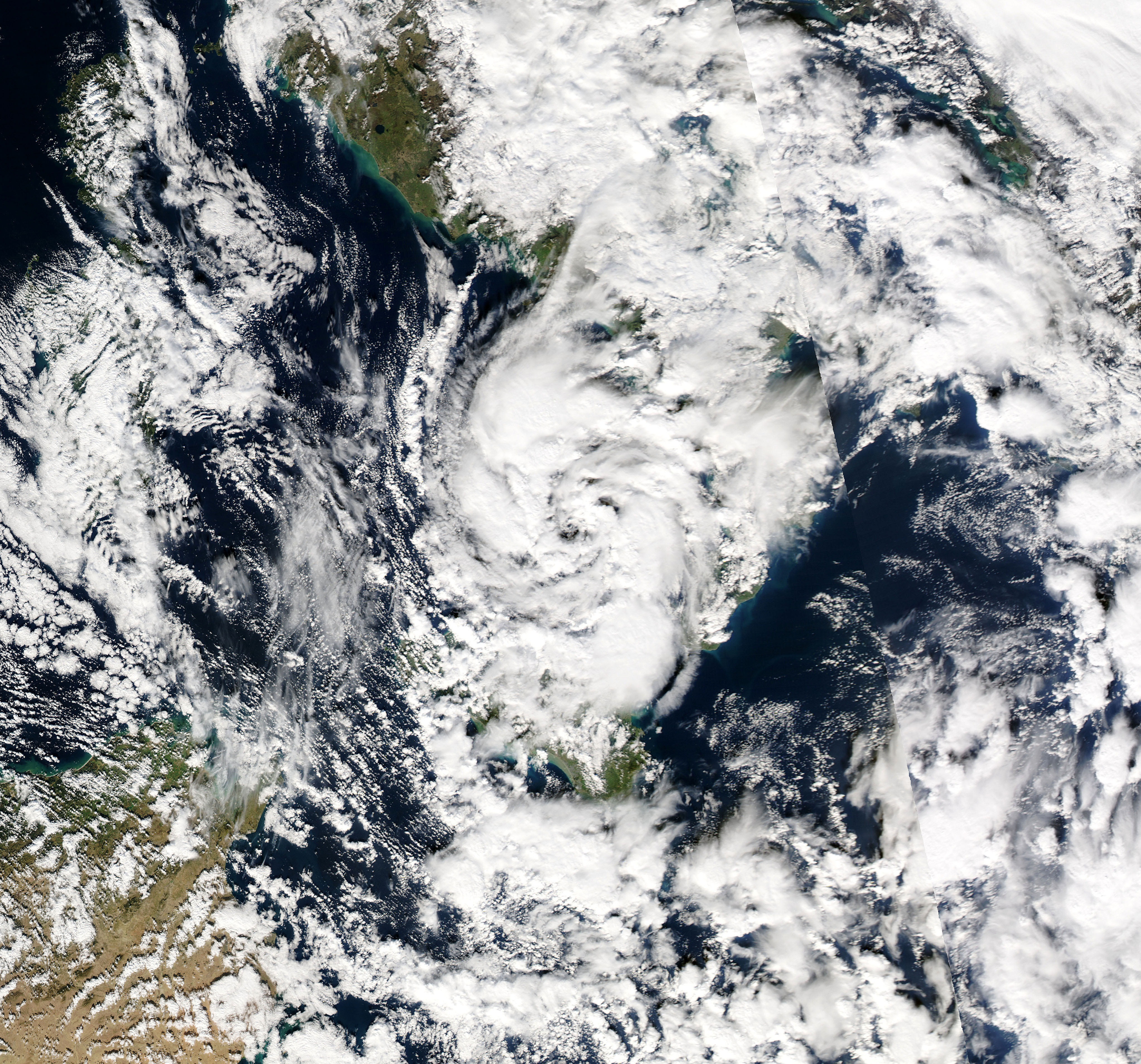
2009年1月28日の弱い組織化されていない地中海の熱帯様の低気圧

メディケーンの発達は、多くの場合、対流圏の空気の鉛直運動の結果によるものでもある。鉛直運動の結果として、相対湿度の上昇と同時に温度が低下し、熱帯低気圧の形成に適した環境が生み出される。これにより、位置エネルギーが増加し、熱により誘起された大気-海洋の不安定が生ずる。湿った空気は、熱帯低気圧の発生を妨げることが多い対流性の下降流 (空気の鉛直下方向への動き) の発生を防ぐ。そのようなシナリオでは、ウィンドシアは最小限に抑えられる。全体として、寒気核を伴う切離低気圧は、メディケーンのようなコンパクトな表面フラックスの影響を受ける暖気核の低気圧のその後の形成によく役立つ。 しかし、上層の寒冷低気圧が定期的に発生している一方で、地中海熱帯低気圧はまれにしか発生しないところをみると、地中海熱帯低気圧の発生には、さらに普通ではみられない条件が関与していることが示唆される。冷たい大気とは対照的に、海面温度が上昇することは、特に対流圏内で大気の不安定を助長する。
一般的に、ほとんどのメディケーンは半径70～200kmを維持し、持続時間は12時間から5日間、移動距離は700～3,000 km、眼が発達するまでの期間は 72 時間未満である。風速は最大40m/sに達する。さらに衛星画像によれば、大部分のメディケーンは対流雲に囲まれたはっきりとした丸い目を持った非対称形のシステムとして特徴づけられる。メディケーンの初期段階では、ほとんどの熱帯低気圧と同様、通常、弱い回転が見られ、強度が増すにつれて増加する。ただし、多くの場合、メディケーンは発達しうる期間が短く、ほとんどの北大西洋ハリケーンと比べれば弱い勢力のままで、数日間持続するだけである。理論上可能なメディケーンの最大強度は、サファ・シンプソン・スケールで最も低い分類にあたるカテゴリー1のハリケーン相当である。低気圧としての生涯は数日間にわたることもあるが、ほとんどの場合、熱帯低気圧としての特徴を維持できるのは24時間未満である。時として小規模なメディケーンが形成されることがある。それに必要な条件は他のメディケーンにおいて必要とされる条件とは異なる。地中海で異様に小さな熱帯低気圧が発達するには、通常、上層の低気圧が下層大気での循環発生を誘発し、湿り、熱、その他の環境条件により促されて暖気核低気圧の形成が引き起こされることが必要である。
地中海低気圧は、同様にサイズが小さく、熱に関連した不安定性を伴う極低気圧（通常、北極と南極に近い地域で発生する低気圧）と比較されてきたが、メディケーンはほぼ常に暖気核の低気圧という特徴を持つ一方、極低気圧は主に冷気核である。メディケーンの寿命が長く極地低気圧と似ている原因は、主に総観規模の地表低気圧と熱に関連した不安定性である。発達中の地中海熱帯低気圧の中での激しい降水と対流は、通常、上層のトラフ（細長い低圧域）の接近によって引き起こされ、その下流側において既存の低気圧を取り囲むように冷たい空気をもたらす。しかし、これが起こった後は、さらに組織化が進むにもかかわらず、降水量の大幅な減少が発生し、それと同時にそれまでは活発であった雷の活動度も減少する。トラフはその経路に沿ってメディケーンを伴うことが多いが、通常は地中海熱帯低気圧のライフサイクルの後半において、最終的には分離が起こる。同時に、大気中に上昇する間に冷却されて飽和した湿潤空気がメディケーンに遭遇し、さらなる発達と熱帯低気圧への進化を可能する。暖気核の特徴を除けば、これらの特性の多くは、極低気圧でも明らかにみられる。

### 引用
1. ↑  Angela Fritz (2017年11月16日). “This is what's behind the dramatic, deadly flooding in Greece”. Washington Post 2017年11月17日閲覧。
2. ↑  Lagouvardos, K.; Karagiannidis, A.; Dafis, S.; Kalimeris, A.; Kotroni, V. (28 September 2021). “Ianos - A hurricane in the Mediterranean”. Bulletin of the American Meteorological Society (American Meteorological Society) 102 (9):  E1621–E1636. doi:10.1175/BAMS-D-20-0274.1 2021年10月3日閲覧。.
3. ↑  “'Medicane' bringing 'rough seas' to Mediterranean”. Official blog of the Met Office news team. (2018年9月28日) 2018年9月29日閲覧。
4. ↑  “Thema des Tages – "Medicane Zorbas" – Ein (sub)tropischer Sturm über dem Mittelmeer” (ドイツ語). (2018年9月29日) 2018年9月29日閲覧。
5. 1 2 3 4 5 6 7  “Tropical-like Cyclones in the Mediterranean: Impacts and Composite Daily Means and Anomalies of Synoptic Conditions”.   University of Athens (2015年9月5日). 2017年11月22日閲覧。
6. 1 2 3  Cavicchia, L.; von Storch, H.; Gualdi, S. (September 2014). “A long-term climatology of medicanes”. Climate Dynamics 43 (5–6):  1183–1195. Bibcode: 2014ClDy...43.1183C. doi:10.1007/s00382-013-1893-7.
7. ↑  Sarah Fecht (2017年11月22日). “What we know about medicanes—hurricane-like storms in the Mediterranean”. Phys.org 2017年11月23日閲覧。
8. ↑  Daniele Bianchino: I Cicloni Tropicali Mediterranei (in Italian)
9. 1 2  Emanuel 2005, p. 217
10. ↑  “TCFAQ F1) What regions around the globe have tropical cyclones and who”. National Oceanic and Atmospheric Administration.   Hurricane Research Division, Atlantic Oceanographic and Meteorological Laboratory. 2014年2月24日閲覧。
11. ↑  “2011 Tropical Bulletin Archive”. National Oceanic and Atmospheric Administration.   National Environmental Satellite, Data, and Information Service (2011年12月30日). 2014年2月23日閲覧。
12. ↑  2015 Tropical Bulletin Archive
13. ↑  2016 Tropical Bulletin Archive
14. ↑  “OMM-JCOMM-GMDSS / World Marine Weather Forecast”. Global Maritime Distress and Safety System.   Météo-France. 2014年2月24日閲覧。
15. ↑  “OMM-JCOMM-GMDSS / World Marine Weather Forecast”. Global Maritime Distress and Safety System.   Météo-France. 2014年2月24日閲覧。
16. ↑  “SIGNIFICANT WEATHER and CLIMATIC EVENTS in GREECE during 2017”.  Hellenic National Meteorological Service (2018年). 2018年10月6日閲覧。
17. 1 2  Medicane season 2015 (to be updated) (Report). 22 October 2015. 2018年10月6日閲覧。
18. ↑  Beven, John L. (27 October 2005). Tropical Storm Beta Discussion Number 3 (Report). Hurricane Beta Advisory Archive. National Hurricane Center. 2013年5月7日閲覧。
19. 1 2  Anna Wieczorek (2015年9月1日). “Medicanes – die Hurrikane des Mittelmeeres?” [Medicanes - the Hurricanes of the Mediterranean?] (ドイツ語).  DWD. 2018年10月7日閲覧。
20. ↑  “SECTION 2. INTENSITY OBSERVATION AND FORECAST ERRORS”.  United States Navy. 2007年9月16日時点のオリジナルよりアーカイブ。2018年10月7日閲覧。
21. 1 2 3  Cavicchia et al. 2013, p. 7
22. ↑  Cavicchia et al. 2013, p. 18
23. 1 2  Homar et al. 2003, p. 1470
24. ↑  Emanuel 2005, p. 220
25. 1 2  Cavicchia et al. 2013, p. 6
26. ↑  Cavicchia et al. 2013, p. 8
27. ↑  “Miscellaneous Images”.  Met Office. 2007年9月29日時点のオリジナルよりアーカイブ。2015年11月21日閲覧。
28. 1 2  Tous & Romero 2013, p. 9
29. ↑  Tous & Romero 2013, p. 10
30. ↑  Anagnostopoulou et al. 2006, p. 13
31. ↑  Liza Lestor (2019年2月13日). “Mediterranean hurricanes expected to increase in strength by end of century”. Phys.org 2019年4月22日閲覧。
32. ↑  Gaertner et al. 2007, p. 4
33. ↑  Cavicchia et al. 2014, p. 7493
34. ↑  Romero & Emanuel 2013, p. 6000.
35. ↑  Walsh et al. 2014, p. 1059.
36. 1 2  Tous & Romero 2013, p. 8
37. ↑  Cavicchia et al. 2013, p. 14
38. ↑  Cavicchia et al. 2013, p. 15
39. 1 2  Tous & Romero 2013, p. 3
40. ↑  Tous & Romero 2013, p. 5
41. 1 2  Tous & Romero 2013, p. 6
42. ↑  Cavicchia & von Storch 2012, p. 2276
43. ↑  Fita et al. 2007, p. 43
44. ↑  Fita et al. 2007, p. 53
45. ↑  Miglietta et al. 2013, p. 2402
46. ↑  Homar et al. 2003, p. 1469
47. 1 2  Claud et al. 2010, p. 2211
48. ↑  Miglietta et al. 2013, p. 2404